# Emil Guevara
Emil Guevara (Sincelejo, Sucre, 8 de septiembre de 1993) es un futbolista colombiano. Juega de mediocampista y su actual equipo es el Atlético de la Sabana de la Categoría Primera B de Colombia.

## Clubes
| Club                  | País     | Año       |
| --------------------- | -------- | --------- |
| Real Sincelejo        | Colombia | 2004-2006 |
| Sincelejo Futbol Club | Colombia | 2007      |
| Córdoba Futbol Club   | Colombia | 2008      |
| Atlético de la Sabana | Colombia | 2009-2010 |

## Palmarés

### Torneos nacionales
- Segundo lugar del Torneo Finalización de la Primera B (1): 2009

- Datos: Q5830776